# Урванцев Микола Миколайович
Мико́ла Микола́йович Урва́нцев (рос. Николай Николаевич Урванцев; 29 січня 1893 — 20 лютого 1985) — радянський дослідник Арктики, геолог, географ, доктор геолого-мінералогічних наук (1935).

## Життєпис
Народився у місті Лукоянов, нині — Нижньогородської області Росії, в родині дрібного купця. У 1907 році батько збанкрутів і почав працювати за наймом.
У 1911 році закінчив Нижньогородське реальне училище й вступив на гірниче відділення Томського технологічного інституту Імператора Миколи ІІ. Заробляючи на навчання, брав участь у різних пошукових партіях на Чулимі, Алтаї, у Хакасії.
У 1918 році закінчив інститут за першим розрядом, отримавши звання гірничого інженера-геолога. Майже відразу після закінчення інституту був введений до штату новоствореного Сибгеолкому й отримав завдання з пошуку кам'яного вугілля для потреб Усть-Єнісейського порту у низів'ї Єнісею, а також родовищ міді і вулілля в Норильському районі. Проведені у 1919 році геологічні дослідження показали відсутність промислових покладів вугілля у безпосередній близькості до низів'я Єнісею. На 1920 рік Сибгеолком затвердив завдання на проведення геологічної зйомки і розвідки Норильського вугільного родовища. Подолавши всі організаційні і транспортні труднощі, експедиція М. Урванцева наприкінці липня 1920 року прибула на місце проведення робіт. Протягом польового сезону, який тривав 42 доби, був виконаний значний обсяг робіт, наслідком яких стало складання великомасштабної інструментальної топографічної мапи, а на її основі — геологічної мапи Норильського вугільного родовища. Крім значних покладів кам'яного вугілля, аналіз рудних проявів виявив високий вміст міді і нікеля та їх значні запаси.
Протягом 1921—1923 років експедиціями, очолюваними М. Урванцевим, проводились дослідження, метою яких була можливість використання річки Пясіни для перевезення вугілля річковим транспортом до Карського моря і далі Північним морським шляхом. У 1922 році на узбережжі Карського моря за 90 км від Діксона експедицією М. Урванцева була знайдена пошта, відправлена Р. Амундсеном у 1919 році з двома моряками, за що М. Урванцев був нагороджений норвезьким урядом іменним золотим годинником.
У 1924 році переведений з Томського відділення Геокому до Ленінградського. Починаючи з весни 1925 року брав участь в експедиції, очолюваній П. С. Аллілуєвим, як його заступник. Протягом 1926—1929 років продовжував пошук і розвідку нових родовищ корисних копалин у норильському районі.
У липні 1930 року за планом, розробленим Г. О. Ушаковим, четвірка дослідників у складі Г. Ушакова, М. Урванцева, В. Ходова і С. Журавльова вирушила підкорювати архіпелаг Північну Землю. Протягом двох років (1930—1932) четвірка відважних дослідників здійснила неймовірне: вони описали і склали першу мапу архіпелагу Північна Земля, відкрили протоку Шокальського, родовища олов'яних руд.
З 1932 року — заступник директора Інституту Арктики у Ленінграді. На початку серпня 1933 року з Архангельська на одному з суден Першої Ленської експедиції вирушила розвідувально-бурова експедиція на чолі з М. Урванцевим. Через складну льодову обстановку експедиція не змогла дістатися місця робіт і була змушена зимувати поблизу островів Самуїла. За час зимівки М. Урванцевим був організований 1000-кілометровий похід на всюдиходах НАТІ-2 Таймиром з метою випробування нової техніки. Після зимівки повернувся до Ленінграда, де працював головним консультантом Гірничо-геологічного управління ГУПМШ, заступником і виконувачем обов'язків директора Інституту Арктики. У 1935 році одним з перших у СРСР без захисту дисертації став доктором геолого-мінералогічних наук.
11 вересня 1938 року заарештований за звинуваченням у шкідництві і співучасті у контрреволюційній діяльності. До винесення приговору етапований у Солікамські табори. Після апеляції до Верховного суду СРСР 22 лютого 1940 року звільнений і повернувся у Ленінград. У зв'язку з поновленням справи, 11 вересня 1940 року заарештований вдруге. ОСВ при НКВС СРСР 30 грудня 1940 року засуджений за статтею 58 КК РСФРР, пп. 1а, 6, 9, 10 и 11 («шкідництво і співучасть у контрреволюційній організації») до 8 років виправно-трудових таборів. Відбував покарання в Актюбінлагі, де працював лаборантом бетонного цеху; у 1942 році призначений головним геологом Донських хромітових рудників; того ж року переведений до Норильлагу. Большу частину терміну був розконвойований, здійснив наукову поїздку на північ Таймиру. 3 березня 1945 року достроково, «за відмінну роботу», був звільнений і залишений на засланні при комбінаті. Очолював геологічну службу Норильського гірнично-металургійного комбінату. Реабілітований 18 серпня 1954 року, повернувся у Ленінград.
З 1955 року працював у Науково-дослідницькому інституті геології Арктики. Помер у Ленінграді. Урна з прахом, згідно із заповітом, похована у Норильську на «нульовому» пікеті.

## Нагороди і почесні звання
- Два ордени Леніна (12.1932, 29.04.1963).
- Орден Трудового Червоного Прапора (15.02.1983).
- Заслужений діяч науки і техніки РРФСР (04.02.1974).
- Велика золота медаль Географічного товариства СРСР (1958).
- Срібна медаль імені М. М. Пржевальського (1924).
- Почесний громадянин міста Лукоянова.
- Почесний громадянин міста Норильська (1975).

## Особисте життя
У 1923 році М. Урванцев одружився з Єлизаветою Іванівною Найденовою, з якою познайомився у Новомиколаєвську влітку 1923 року при підготовці експедиції.

## Вшанування пам'яті
Ім'ям Миколи Урванцева названо:
- мис і бухта на острові Оленій у шхерах Мініна (названі В. Троїцьким у 1956 році);
- гора на Таймирі, південніше затоки Фаддея.